# Leopold von Meyer

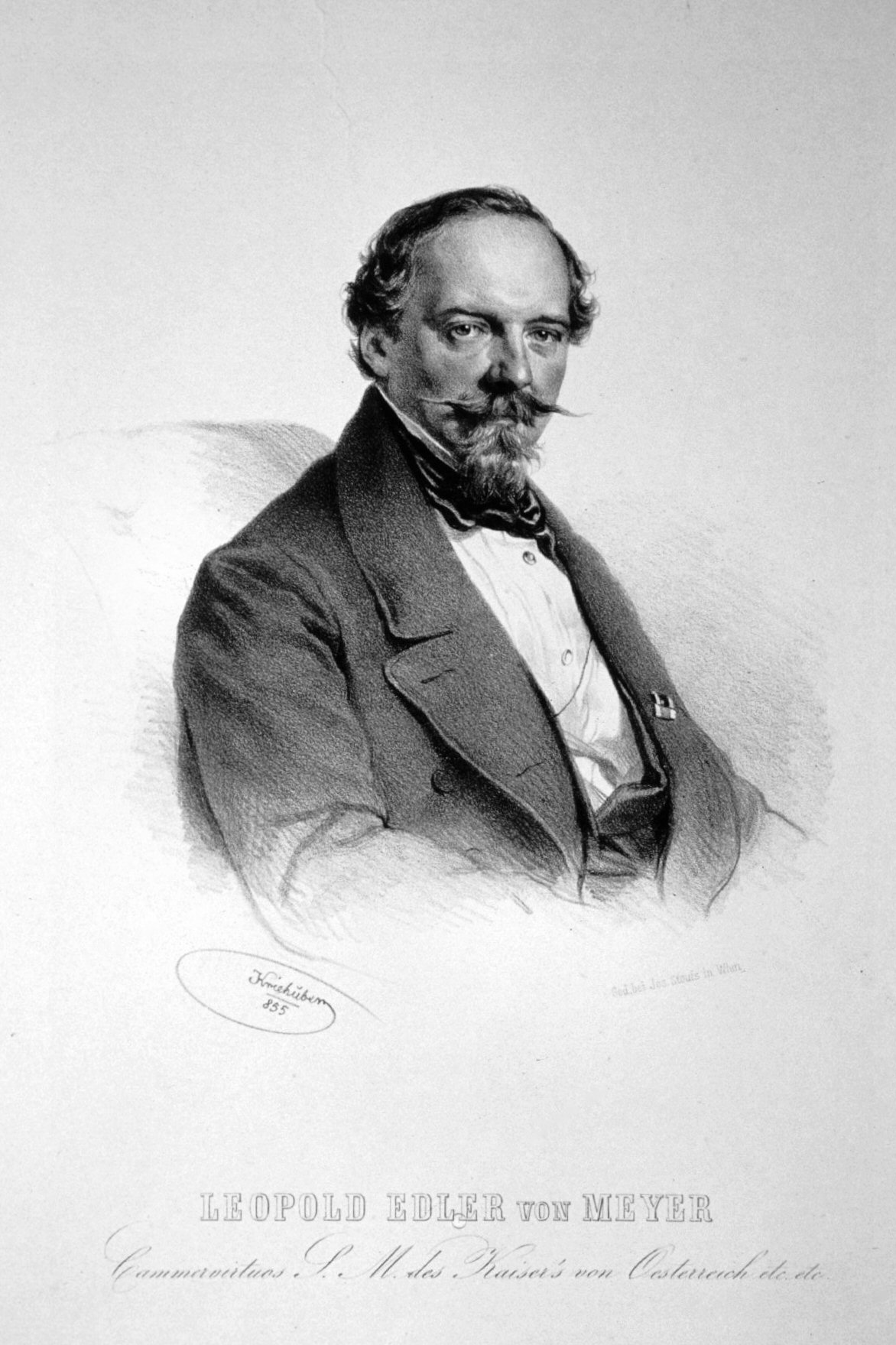
Leopold von Meyer.

Leopold von Meyer, född den 20 december 1816 i Baden, död den 6 mars 1883 i Dresden, var en österrikisk pianist.
Meyer, som var elev till Czerny och Fischhof, gjorde från 1835 vidsträckta konsertresor genom Europa (Stockholm 1856) och Amerika. Han var även kompositör av salongsmusik.